# Clelia Tini
Clelia Tini (Borgo Maggiore, 2 gennaio 1992) è una nuotatrice sammarinese, specializzata nei 50 e 100 stile libero.
Ha un personale di 26"58 nei 50 metri stile libero e di 58"12 nei 100 m sl, entrambi record nazionali.
Grazie ad una wild card, ha partecipato alle Olimpiadi di Londra 2012 come unica rappresentante sammarinese nel nuoto.. Ha concluso al 38º posto su 50 partecipanti la gara dei 100 m stile libero.
Tesserata per la San Marino Nuoto, si allena al centro federale sotto la guida di Max di Mito.